# Dino Sani
Dino Sani (São Paulo, 23 de maio de 1932) é um ex-treinador e ex-futebolista brasileiro que atuava como volante.
Com suas roubadas de bolas e seus passes precisos, foi um dos maiores volantes da história do São Paulo e do Milan. Era conhecido por sua habilidade com a bola no pé, pela técnica, inteligência nos passes e criatividade na armação das jogadas.

## Carreira

### Como jogador
Começou sua carreira no Palmeiras, foi emprestado ao XV de Jaú e depois passou pelo Comercial, onde jogou ao lado de Gino Orlando.
Em seguida foi para o São Paulo, um ano depois que seu companheiro Gino seguira esse caminho, onde se destacou. Foi campeão paulista em 1957. Inicialmente jogava mais avançado, mas depois tornou-se um grande volante, sendo tricampeão pela Seleção Paulista em 1955 e indo para a Seleção Brasileira que foi campeã do mundo em 1958. Iniciou a Copa de 1958 como titular, mas foi substituído por Zito depois que se machucou na véspera do jogo contra a União Soviética.
Depois atuaria na Argentina (no Boca Juniors, ao lado de cinco brasileiros do nível de Almir Pernambuquinho e Paulo Valentim) e na Itália (campeão europeu pelo Milan), onde se tornou grande admirador de Alfredo Di Stéfano, o único comparável a Pelé, segundo Dino Sani.
Encerrou a carreira no Corinthians depois de jogar três anos, assumindo o cargo do treinador Osvaldo Brandão quando foi desafiado por este a fazê-lo.

### Como treinador
Na carreira como técnico, Dino Sani lançou vários craques do futebol brasileiro como Paulo Roberto Falcão (que dizia que tinha seu estilo), Carpegiani, Cláudio Duarte, Leandro, Rubén Paz e Dunga. Também era considerado um excelente montador de equipes — foi ele quem armou o time do Internacional bicampeão brasileiro em 1975 e 1976. Como treinador do Palmeiras, indicou o atacante Jorge Mendonça e o centroavante catarinense Toninho para o clube, montando o time campeão paulista de 1976. No entanto, deixou o cargo antes dos jogos finais, sendo substituído pelo ex-craque Dudu. Dino Sani comandou o Peñarol entre 1977 e 1980, sagrando-se bicampeão uruguaio. Também participou da formação da equipe do Coritiba que foi campeão brasileiro em 1985, mas deixou o time para comandar a Seleção do Catar.
Amigo de João Saldanha, foi-lhe oferecido o cargo de treinador da Seleção Brasileira para a Copa do Mundo FIFA de 1970 quando ele foi demitido, mas não aceitou.

## Vida pessoal
Ao completar 75 anos, foi homenageado por um programa especial da série Grandes Momentos do Esporte, da TV Cultura. Já no aniversário de 79 anos, recebeu uma caricatura estilizada de presente.

## Títulos

### Como jogador
Palmeiras
- Campeonato Paulista: 1950

São Paulo
- Campeonato Paulista: 1957[3]

Milan
- Campeonato Italiano: 1961–62
- Taça dos Campeões Europeus: 1962–63

Corinthians
- Torneio Rio–São Paulo: 1966

Seleção Brasileira
- Copa do Mundo FIFA: 1958

### Como treinador
Internacional
- Campeonato Gaúcho: 1971, 1972 e 1973

Peñarol
- Campeonato Uruguaio: 1978 e 1979